# مركز الطوارئ (فلم)
مركز الطوارئ (بالإنجليزية: Trauma Center) هو فيلم إثارة أمريكي انتج عام 2019 من إخراج مات اسكانداري، وبطولة بروس ويليس ونيكي ويلان.[بحاجة لمصدر]

## ملخص قصة
ستيف ويكس (بروس ويليس) هو محقق انتقامي من الشرطة مصمم على حل جرائم قتل شريكه ومخبره. ويكيس ينضم إلى امرأة شابة تدعى ماديسون تايلور (نيكي ويلان)، وهي شاهدة أصيبت أثناء إطلاق النار. بعد أن قام القتلة بملاحقتها عبر الطابق المهجور في المستشفى، أكدت أسوأ مخاوف ويكس: الرجلين في الواقع نائبين من رجال الشرطة الفاسدين التستر على جريمة. بينما يتعهد ويك بالثأر.

## الممثلين
| الممثل (ة)       | الدور/الوظيفة             |
| ---------------- | ------------------------- |
| بروس ويلس        | ستيف ويكس                 |
| نيكي ويلان       | ماديسون تايلور            |
| هيذر يوهانسن     | ممرضة راشيل               |
| ستيف جوتنبرج     | دكتور جونس                |
| لين جيلمارتن     | ممرضة الطب الشرعي كريستال |
| تيتو أورتيز      | بيرس                      |
| تكساس باتل       | الرقيب تال                |
| تايلر جون أولسون | توني مارتن                |
| تكساس باتل       | الرقيب تال                |

## روابط خارجية
مقالات تستعمل روابط فنية بلا صلة مع ويكي بيانات